# 塔斯马尼亚龙属
塔斯馬尼亞龍（學名：Tasmaniosaurus）意為「來自塔斯馬尼亞的蜥蜴」，發現於澳洲塔斯馬尼亞島西侯巴市的Knocklofty組地層，該地年代為三疊紀。牠們是澳洲所發現最完整的爬行動物化石，已發現完整的骨骸。模式種是三疊塔斯馬尼亞龍（T. triassicus），是在1974年被非正式敘述，當時為無資格名稱。直到1978年，才被正式敘述、命名。
塔斯馬尼亞龍身長1公尺，外表類似在非洲與中國發現的古鱷科加斯馬吐龍，加斯馬吐龍可能為塔斯馬尼亞龍的最親近物種。塔斯馬尼亞龍與其他古鱷科動物的差別在於具有間鎖骨，而其他古鱷科動物的間鎖骨已消失。塔斯馬尼亞龍的前上頜骨稍微往下彎，牙齒銳利。牠們可能以迷齒螈（Labyrinthodonts）為食，從迷齒螈的骨骸可發現牠們是兩棲類。古鱷科動物被猜測是兩棲生活的掠食動物，如同現代鱷魚。塔斯馬尼亞龍沒有真皮鱗甲。
塔斯馬尼亞龍是已知澳洲最早出現的爬行動物之一。在澳洲昆士蘭州的早三叠世地層發現的迦梨鱷（Kalisuchus），是另一種古鱷科動物。